# Vavodin
Vavodin (persiska: عابدين, عَبِدين, Vāvodīn, واودين) är en ort i Iran. Den ligger i provinsen Mazandaran, i den norra delen av landet, 220 km öster om huvudstaden Teheran. Vavodin ligger 1 089 meter över havet och antalet invånare är 143.
Terrängen runt Vavodin är lite bergig. Runt Vavodin är det ganska tätbefolkat, med 100 invånare per kvadratkilometer. Närmaste större samhälle är Lāk Tarāsh, 7,4 km väster om Vavodin. I omgivningarna runt Vavodin växer i huvudsak blandskog.